# Babbitt (Minnesota)
Pour les articles homonymes, voir Babbitt.
La ville américaine de Babbitt est située dans le comté de Saint Louis, dans l’État du Minnesota. Sa population s’élevait à 1 475 habitants lors du recensement de 2010, estimée à 1 507 habitants en 2016.